# Campionatul Internațional de Scrimă din 1932
Campionatul Internațional de Scrimă din 1932 s-a desfășurat pe 5 mai la Copenhaga, Danemarca. A fost primul campionat internațional organizat în același an ca Jocurile Olimpice, în acest caz ediția de la Los Angeles. A fost creat de Federația Internațională de Scrimă din cadrul congresului din 26–27 februarie de la Geneva, special pentru proba de floretă feminin pe echipe, care nu facea parte din programul olimpic.

## Rezultate

### Feminin
| Probă             | Aur                                                                                               | Argint                                                                                    | Bronz                                                                            |
| Floretă pe echipe | Danemarca · Ulla Barding · Aase Holgersen · Inger Klingt · Gerda Munck · Grete Olsen · Mitzi With | Austria Grete Friedmann Elisabeth Grasser Ellen Preis Frieda von Gregurich Fritzi Wenisch | Germania · Roething Lindinger · Tilly Merz · Erna Sondheim · Rotraud von Wachter |

## Clasament pe medalii
| Loc   | Țară      | Aur | Argint | Bronz | Total |
| ----- | --------- | --- | ------ | ----- | ----- |
| 1     | Danemarca | 1   | 0      | 0     | 1     |
| 2     | Austria   | 0   | 1      | 0     | 1     |
| 3     | Germania  | 0   | 0      | 1     | 1     |
| Total | Total     | 1   | 1      | 1     | 3     |